# 息もできない
「息もできない」（いきもできない）は、ZARDの24作目のシングル。

## 背景
表題曲は、フジテレビ系アニメ『中華一番!』の中期オープニングテーマ。「Don't you see!」以来のアニメタイアップシングル。オープニングテロップでは「息もできない〜Now I can breath〜」と曲名が出されており、後述のTV Mixとフルコーラスの終端サビ部で"Now I can breath"とバック・コーラスが歌唱している。
本来「My Baby Grand 〜ぬくもりが欲しくて〜」と2か月連続発売として1月に発売予定であり、本作発売の半年程前からオンエアされていたが、制作に時間がかかり、2月18日に延期後、最終的に3月4日の発売となった。

## 制作

### 息もできない
ZARDの楽曲の中では最もミックスの多い楽曲であり、タイアップのオープニングテーマ版とシングル版ではアレンジが異なっている。編曲を担当した葉山たけしによると、もともとは数名のアレンジャーがいくつものバージョンを制作していたが、最終的には葉山の制作したバージョンをベースにして他のアレンジャーの制作したバージョンを付け加えて完成したものが採用された。クレジット上は編曲は葉山であるが、代表者として表記されているにすぎないということである。
オープニングテーマ版は、曲のオープニングにギターからはじまり、シンセサイザーを中心にギターとドラム・ピアノのパートで伴奏されるが、シングル版はシンセサイザーに替わってギターとドラムを中心に伴奏されロック色の強いミックスに仕上がっている。また、シングル版はボーカルにエコーのエフェクトがかけられている。2008年発売のベストアルバム『ZARD Request Best 〜beautiful memory〜』には、オープニングテーマ版に近いリアレンジバージョンがフルコーラスで収録された。シングル版と異なりボーカルにエコーのエフェクトがかけられていないが、オープニングテーマ版とは若干アレンジが異なる。
コーラスに、生沢佑一、川島だりあ、村上恭太郎、岩切玲子、高原由妃、伊藤工が参加。ギターは葉山、T-BOLANの五味孝氏らが演奏しているが、間奏のギターは綿貫正顕がデモで弾いたテイクが採用された。
織田哲郎が、ZARD及びビーイング系アーティストに提供した最後の曲となった。

### Vintage
歌詞の中の「●△×■」は坂井の音声を重ねたものと思われる雑音でごまかしているようになっている。
コーラスに、徳永暁人が参加。

## ミュージック・ビデオ
観客席でバスケットボールを持った坂井泉水を映した映像だったが、坂井の死後にレコーディング時やジャケット撮影時の模様を収めた別映像が公開された。

## 収録曲
1. 息もできない
作詞：坂井泉水
作曲：織田哲郎
編曲：葉山たけし
2. Vintage
作詞：坂井泉水
作曲・編曲：徳永暁人
3. 息もできない（オリジナルカラオケ）
4. Vintage（オリジナルカラオケ）

## 楽曲の収録アルバム
- 永遠（#1）
- ZARD BEST 〜Request Memorial〜（#1）
- ZARD Request Best 〜beautiful memory〜（#1、リアレンジされたバージョン）
- ZARD Single Collection 〜20TH ANNIVERSARY〜（#1,2）
- ZARD Forever Best 〜25th Anniversary〜（#1）

TV Mix
- 中華一番!スペシャルTVオンエアーミックス& オリジナル・サウンドトラック
- アニメ主題歌大全集〜オリジナル原盤による〜